# One Nation (partito politico)
One Nation (lett., dall'inglese: Una Nazione), ufficialmente Pauline Hanson's One Nation, è un partito politico australiano di orientamento nazionalista e conservatore fondato nel 1997 da Pauline Hanson.
Nel 2007, la stessa Hanson fuoriuscì dal partito per fondare il Pauline's United Australia Party, operativo fino al 2010; nel 2013 rientrò in One Nation.

## Risultati
| Elezione          | Elezione | Voti      | %    | Seggi   |
| ----------------- | -------- | --------- | ---- | ------- |
| Parlamentari 1998 | Camera   | 936 621   | 8,43 | 0 / 148 |
| Parlamentari 1998 | Senato   | 1 007 439 | 8,99 | 1 / 40  |
| Parlamentari 2001 | Camera   | 498 028   | 4,34 | 0 / 150 |
| Parlamentari 2001 | Senato   |           |      | 1 / 40  |
| Parlamentari 2004 | Camera   | 139 956   | 1,19 | 0 / 150 |
| Parlamentari 2004 | Senato   | 206 455   | 1,73 | 0 / 40  |
| Parlamentari 2007 | Camera   | 32 650    | 0,26 | 0 / 150 |
| Parlamentari 2007 | Senato   | 52 708    | 0,42 | 0 / 40  |
| Parlamentari 2010 | Camera   | 27 184    | 0,22 | 0 / 150 |
| Parlamentari 2010 | Senato   | 70 672    | 0,56 | 0 / 40  |
| Parlamentari 2013 | Camera   | 22 046    | 0,17 | 0 / 150 |
| Parlamentari 2013 | Senato   | 70 851    | 0,53 | 0 / 40  |
| Parlamentari 2016 | Camera   | 175 020   | 1,29 | 0 / 150 |
| Parlamentari 2016 | Senato   | 593 013   | 4,29 | 4 / 76  |
| Parlamentari 2019 | Camera   | 438 587   | 3,08 | 0 / 150 |
| Parlamentari 2019 | Senato   | 788 203   | 5,40 | 1 / 40  |